# Mimectatina celebica
Mimectatina celebica es una especie de escarabajo longicornio del género Mimectatina, tribu Desmiphorini, subfamilia Lamiinae. Fue descrita científicamente por Breuning en 1975.
La especie se mantiene activa durante el mes de diciembre.

## Descripción
Mide 12,5 milímetros de longitud.

## Distribución
Se distribuye por Célebes, Indonesia.